# Atzeneta d'Albaida
Atzeneta d'Albaida è un comune spagnolo di 1 263 abitanti situato nella comunità autonoma Valenciana.